# Hyla molleri
Espèce
Synonymes
- Hyla arborea var. molleri Bedriaga, 1889
- Hyla meridionalis molleri Bedriaga, 1889

Hyla molleri est une espèce d'amphibiens de la famille des Hylidae.
Elle est parfois appelée en français Rainette ibérique.

## Répartition

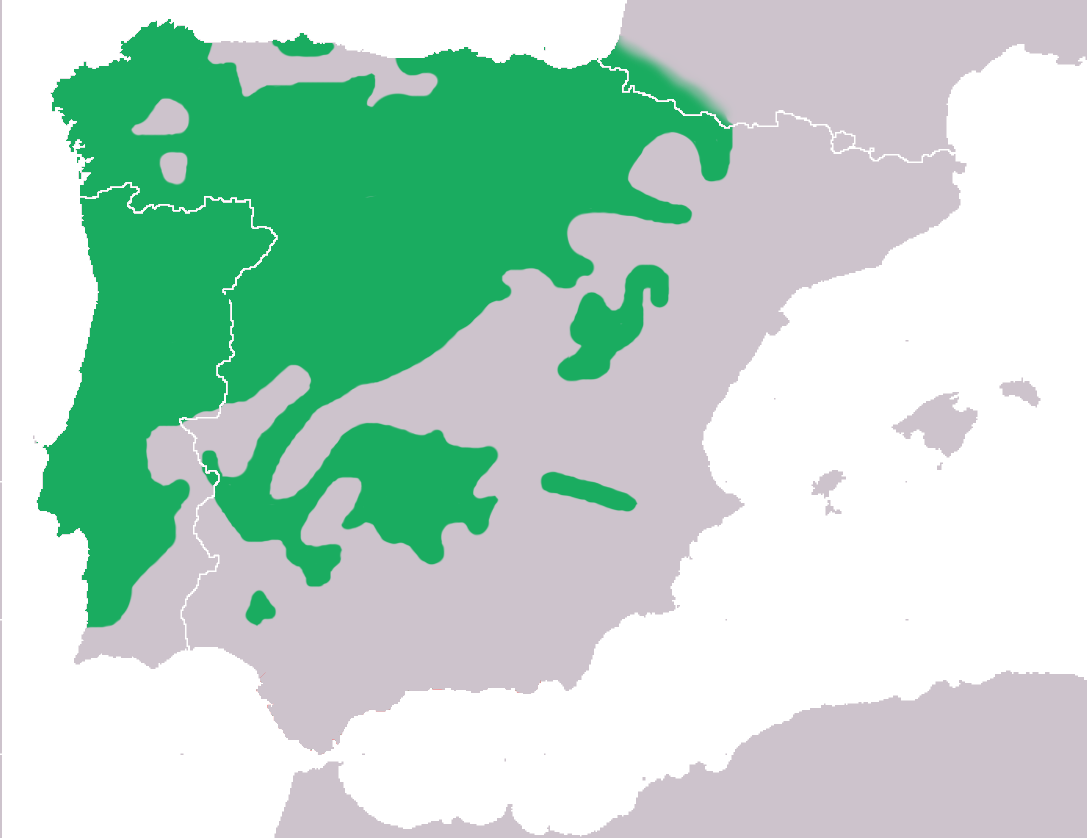
Répartition géographique de Hyla molleri

Cette espèce se rencontre en Espagne, au Portugal et dans le sud-ouest de la France.

## Taxinomie

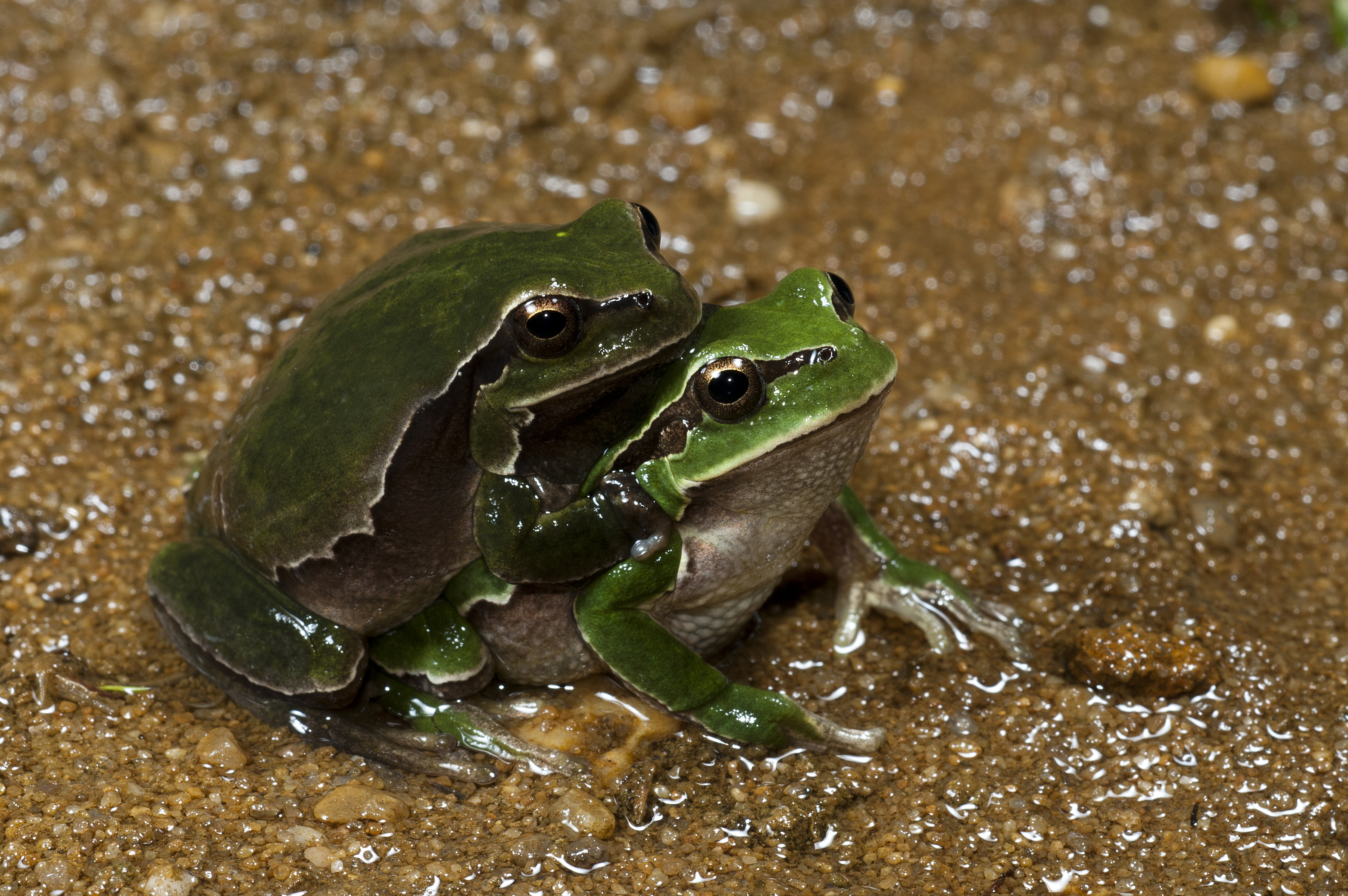

Cette espèce a longtemps été considérée comme une sous-espèce de la Rainette verte jusqu’à ce qu'une étude de phylogénie moléculaire ait montré qu'il s'agissait bien d'une espèce distincte.

## Étymologie
Cette espèce est nommée en l'honneur d'Adolphe F. Moller (1842-1920).

## Publication originale
- Bedriaga, 1890 "1889" : Die Lurche Europa's. Bulletin de la Société Impériale des Naturalistes de Moscou, Nouvelle série, vol. 3, p. 466–622 (texte intégral).